# 亞洲電視口號列表
本列表記載亞洲電視及其前身麗的電視歷年來曾使用的多個口號。

## 麗的時代
- 1977年—大突破
- 1977年—扭開電視睇麗的 男女老幼都合適
- 1978年—麗的八至九 好戲日日有
- 1978年—今日、聽日、後日、日日睇麗的
- 1978年—麗的節目日日精 使乜睇通勝（回應當年佳視、無綫的宣傳攻勢）
- 1978年—重拳出擊
- 1980年—萬點星光藏不住
- 1980年—千帆並舉已繽紛
- 1980年—十月乘風

## 亞視時代
- 1984年—Turn on the ATV
- 1987年—黃金鑽石耀香港、亞洲電視顯光芒[1]
- 1988年—奮鬥[2]
- 1989年—協力爭創意 三月顯光芒
- 1989年—憑幹勁 精益求精
- 1990年—同心創業年
- 1990年—真情流露
- 1991年—擁抱每一刻
- 1998年—新新ATV，新新的選擇
- 2001年年底—2002年年初—用心邁向新一年
- 2002年—用心留住你
- 2003年—敢想敢創，百花齊放
- 2004年—創新•動力•亞洲電視
- 2004年—2004勢在亞洲
- 2004年春節期間－本港發圍龍咁威
- 2005年—追求創意 選擇亞洲
- 2005年11月至2006年2月—眞的力量就在亞洲[3]
- 2006年2月至10月—原創．新亮點[4]
- 2006年10月至12月—亞視．我撐你
- 2007年1月至9月—全因你而起
- 2007年9月至10月—新台徽，新力量，新氣象
- 2007年10月8日至12月—可以咁睇aTV[5]
- 2008年1月至3月—由我作主，選擇無極限 /aTV數碼電視，選擇無極限[6]
- 2008年3月至4月—生生不息，aTV
- 2008年4月至5月—春日花火 愈戰愈強[7]
- 2008年5月至8月—為中國加油 為英雄喝采
- 2008年8月至2009年5月—魅力亞洲
- 2008年12月至2009年5月—aBot熱撐香港
- 2009年3月至2009年5月—精彩進化 aTV數碼新秩序
- 2009年5月—敢於夢想 開心向前
- 2009年—由我創造，靠你支持，發揮香港創意
- 2010年—我地繼續堅持 請您繼續亞視
- 2011年—良心·時尚
- 2011年至2012年—革命尚未成功，亞視仍須努力
- 2012年至2014年—亞洲電視 香港良心
- 2014年—全新概念‧為您而變
- 2014年5月—創勢力 勢在必行
- 2015年至2015年12月31日—新生活 NEW LIFE
- 2015年1月2日至2月8日—盡心竭力 為香港市民服務
- 2015年1月5日至2月8日—迎難而上 堅持不放棄
- 2015年2月9日至3月—展望未來 明天會更好
- 2015年6月12日至8月—風風雨雨 同路同心 亞洲電視 再創輝煌
- 2015年9月19日至10月—全新亞視 繼續以您為先
- 2015年9月30日至10月—全新亞視 三亞發展 服務香港
- 2015年12月28日至2015年12月31日—越戰越勇 挑戰難關 突破自己 亞視精神 "A" Game, "A" Performer, "A" Force, ATV Spirit
- 2016年1月1日至2016年2月26日—goATVGO
- 2016年2月27日至2016年4月2日—繽紛新一頁 Live a Colorful Life
- 2016年2月27日至2016年4月2日—全新亞視OTT 滿足所有

## 亞視數碼媒體時代
- 2017年12月18日至2022年—亞洲電視　你的電視